# Sipodotus
Sipodotus is een geslacht van zangvogels uit de familie Maluridae (elfjes).

## Soorten
Het geslacht kent de volgende soort:
- Sipodotus wallacii – Wallace' elfje